# Dichaea hollinensis
Dichaea hollinensis är en orkidéart som beskrevs av Dodson. Dichaea hollinensis ingår i släktet Dichaea och familjen orkidéer. Inga underarter finns listade i Catalogue of Life.